# Gefion
Gefion – w mitologii nordyckiej bogini rolnictwa i opiekunka dziewic, które po śmierci gromadziły się w jej siedzibie. Była dworką Friggi. Miała czterech synów spłodzonych przez olbrzyma. Gdy pewnego razu poprosiła króla o kawałek ziemi, obiecał dać jej tyle, ile zdąży zaorać w ciągu jednego dnia. Gefion zamieniła synów w woły i zaorała wielki szmat ziemi, który następnie został odcięty od ziemi – tak powstała wyspa Zelandia. Później Gefion poślubiła jednego z synów Odyna i dała początek królom Danii.